# Kvithø
Der Kvithø (norwegisch für Weiße Höhe) ist ein isolierter Berggipfel im ostantarktischen Königin-Maud-Land. Er ragt aus dem Inlandeis 11 km südöstlich des Gebirgskamms Kvitkjølen in der Sverdrupfjella auf.
Erste Luftaufnahmen von dieser Formation entstanden bei der Deutschen Antarktischen Expedition 1938/39 unter der Leitung des Polarforschers Alfred Ritscher. Norwegische Kartografen benannten den Berg deskriptiv und kartierten ihn anhand von Luftaufnahmen und Vermessungen der Norwegisch-Britisch-Schwedischen Antarktisexpedition (1949–1952) und Luftaufnahmen der Dritten Norwegischen Antarktisexpedition (1956–1960).